# Жемганг
Жемганг (дзонґ-ке གཞལམ་སྒང་) — місто в Бутані, адміністративний центр дзонгхага Жемганг.
Жемганг розташований на півночі однойменного дзогхага неподалік від кордону з дзонгхагом Тронгса. Через Жемганг проходить дорога з півночі від міста Тронгса на південь у бік міста Гелепху. До аеропорту Паро приблизно 120 км.
Населення міста становить 2332 осіб (за переписом 2005 року), а за оцінкою 2012 року — 2579 осіб.
Середньорічні опади становлять 1743 мм/рік. Мінімальна температура +6,4 °C, а максимальна 20,1 °C.